# Arhopala adalitas
Arhopala adalitas är en fjärilsart som beskrevs av Corbet 1941. Arhopala adalitas ingår i släktet Arhopala och familjen juvelvingar. Inga underarter finns listade i Catalogue of Life.